# ナミュール包囲戦 (1746年)
ナミュール包囲戦（ナミュールほういせん、フランス語: Siège de Namur）は、オーストリア継承戦争中の1746年9月、フランス王国軍がオーストリア領ネーデルラントのナミュールを包囲、占領した戦闘。

## 経過
フランス王国、プロイセン王国、スペイン王国、バイエルン選帝侯領はほぼ同時にオーストリアのドイツとイタリアにおける領地を攻撃した。ネーデルラントははじめ侵攻を免れたが、1745年にモーリス・ド・サックス元帥がフランス軍10万を率いてオーストリア領ネーデルラントに侵攻した。フランス軍は翌年にシャルルロワを落とし、続いて1746年9月のはじめにクレルモン伯爵率いるフランス軍がナミュールを包囲した。
ナミュールの駐留軍はオランダの11個大隊とオーストリアの2個大隊で計7千人であり、指揮官はコリヤール伯爵だったが、彼は老齢と病気を理由に引退、クロンメリン将軍に指揮権を渡したのち9月13日にナミュールを去った。
フランス軍はナミュールのサン＝ニコラ門の側へ攻撃を仕掛けた。フランス軍はまずサン＝アントワーヌとレスピノワ（l'Espinois）要塞の向こうに砲台を2門設置し、続いて11日の夜に砲撃を開始した。このときにはすでにオランダ軍400人が捕虜になっていた。
18日の夜までに、フランス軍はコクレー（Coquelet）とジャンベ（Jambes）要塞を除いてナミュール城の周りにある防御工事を全て占領した。19日の夜明けにマース川の橋の柱が3本壊されたため駐留軍はジャンベ要塞を放棄、朝7時にコクレー要塞が投降、11時にはナミュールの町も投降した。
駐留軍は脱走者が続出しつつも城塞にこもり、一方フランス軍は城塞の包囲に取り掛かった。ドンジョン（Donjon）、テレ・ネーヴェ（Terre Neuve）、オランジェ（Orange）要塞を攻撃するための砲台が建てられ、24日の午後に砲撃が開始された。砲弾の1枚が火薬倉庫に直撃し、それによりおこった火事はすぐに広がり、近くのサン＝ピエール教会などに延焼した。
数日後にはカム要塞（Camus）などが占領され、城塞とオランジェ要塞の壁にも多くの穴があけられた。フランス軍が最後の強襲を準備していると、駐留軍は30日の18時に投降した。
駐留軍はそのまま捕虜になった。1748年10月のアーヘンの和約によりネーデルラントがオーストリアへ返還されることが決まると、フランス軍は1749年2月10日にナミュールから退去した。